# 126
Năm 126 là một năm trong lịch Julius. 